# Johannes Fibiger
Johannes Fibiger, tên đầy đủ Johannes Andreas Grib Fibiger, (23 tháng 4 năm 1867 - 30 tháng 1 năm 1928) là một giáo sư khoa bệnh lý học của Đại học Copenhagen (Đan Mạch), được giải Nobel dành cho Sinh lý và Y học năm 1926 vì đã tìm ra một sinh vật mà ông ta gọi là Spiroptera carcinoma được cho là gây ra bệnh ung thư nơi loài chuột. Tuy nhiên sau này người ta đã chứng minh rằng sinh vật này không phải là nguyên nhân chính gây ra ung thư. Do đó một số người cho rằng Fibiger không xứng đáng được giải Nobel, nhưng một số khác lại cho rằng Fibiger xứng đáng, vì chất kích thích bên ngoài này có thể gây ung thư.

## Sự nghiệp
Fibiger học tại trường Đại học Copenhagen, đậu bằng bác sĩ y khoa năm 1890. Sau đó Fibiger sang Berlin (Đức) nghiên cứu dưới sự hướng dẫn của giáo sư Emil Adolf von Behring (giải Nobel y học 1901) và giáo sư Robert Koch (giải Nobel y học 1905). Năm 1895 Fibiger đậu bằng tiến sĩ của trường Đại học Copenhagen và được bổ làm giáo sư tại đây.
Khi nghiên cứu về bệnh lao của các con chuột trong phòng thí nghiệm, Fibiger nhận thấy một số u trong các con chuột nghiên cứu. Fibiger cho rằng các u này liên quan tới loài giun tròn ký sinh, sống trong các con gián mà chuột đã ăn. Fibiger nghĩ rằng các sinh vật này là nguyên nhân gây ra ung thư.
Thực ra, các con chuột đó bị chứng thiếu vitamin A và đó là nguyên nhân chính gây ra các u. Các vật ký sinh kia chỉ đơn thuần gây ra sự kích thích mô, đẩy các tế bào bị hư vào u ung thư. Mặc dù sau này người ta được biết rằng mối liên hệ đặc biệt giữa các vật ký sinh và ung thư là tương đối không quan trọng, nhưng ý tưởng cho rằng mô bị hư là nguyên nhân của bệnh ung thư vẫn là một tiến bộ quan trọng trong nghiên cứu bệnh ung thư